# Akademischer Segler-Verein in Berlin
Der Akademische Segler-Verein e. V. (ASV) in Berlin ist einer der ältesten Segelvereine Deutschlands. Er gehört zu den Begründern des Hochseesegelns in Deutschland und ist dieser Tradition bis heute verpflichtet. Die aktuelle Hochseeyacht Walross IV repräsentierte Berlin bei den olympischen Spielen 2008 in Peking und 2016 in Rio de Janeiro. Der Verein ist Mitglied im Verband Akademischer Seglervereine.

## Geschichte
Zehn Studenten der Königlich Technischen Hochschule zu Charlottenburg gründeten am 7. Januar 1886 den Akademischen Segler-Verein (ASV). Die Gründung wurde einige Tage später vom Rektor der Hochschule bestätigt. Der ASV konzentrierte sich von Anfang an auf drei Prinzipien:
- das Segeln auf vereinseigenen Schiffen,
- die Ausrichtung auf das Hochseesegeln und
- das Lebensbundprinzip, also die lebenslange Mitgliedschaft der Mitglieder.

Durch das Lebensbundprinzip kam zum Ausdruck, dass sich der ASV als eine studentische Verbindung begriff. Dass Sport (und insbesondere Segelsport) das verbindende Element sein sollte, war damals ungewöhnlich in der Berliner und auch in der deutschen Korporations-Landschaft.
Der junge und noch recht kleine ASV vollbrachte bald beachtliche seglerische Leistungen. 1888 erreichte das erste hochseetaugliche Schiff des ASV, die Matador, als erste deutsche Segelyacht Stockholm. Im gleichen Jahr gründeten der ASV und neun andere Vereinen den Deutschen Segler-Verband (DSV).
1896 kaufte der ASV, nach einigen wechselnden Unterkünften am Stößensee, das Grundstück an der Scharfen Lanke, bis heute Sitz des ASV. Ein Jahr darauf wurde die Anschaffung von Prosit II als Nachfolge der ersten eigenen seegängigen Yacht beschlossen. Der Neubau erfolgte nach dem Entwurf und auf der Werft des ASVers Max Oertz, der später die kaiserlichen Meteor-Yachten baute. 1898 wurde das Schiff in Dienst gestellt.
Im gleichen Jahr kaufte der ASV auch zwei Häuser im Zentrum, und zwar in der Englischen Straße nahe der Hochschule. Eins davon diente dem Verein als Stadthaus, in dem sich die Studenten zum Mittagstisch und zu geselligen Zusammenkünften trafen.
1914 wurde die Neptun Werft in Rostock mit dem Bau von Prosit III beauftragt; nach dem Beginn des Ersten Weltkriegs wurde der Bau zurückgestellt. 1919 wurde Prosit III fertig gebaut und über die Oder nach Berlin überführt. Das Boot unternahm in den 1920er Jahren zahlreiche Seereisen auf Ostsee, Nordsee, Skagerrak und Kattegat.
1933 begann die NS-Zeit. Fast alle studentischen Verbindungen wurden gezwungen, sich aufzulösen.
Teile von Altherrenschaften schlossen sich Kameradschaften des NSDStB an, um Teile des Verbindungslebens fortsetzen zu können und um die Korporationshäuser zu erhalten.
Durch die gleichzeitige Mitgliedschaft im ASV e.V. und der vom NS-Regime aufgezwungenen Kameradschaft „Ernst Lehmann“ des NS-Studentenbundes (benannt nach dem ASVer, der 1938 als Kapitän des Zeppelins „Hindenburg“ beim Absturz in Lakehurst/USA starb) gelang es dem Verein als einer der wenigen Korporationen, seinen Charakter als Sportverein und Verbindung zu bewahren.   
1957 kaufte der Verein ein Stahlschiff und nannte es in Walross II um. Das Geld dafür stammte aus dem Verkauf des alten Walross I und des Grundbesitzes in der Englischen Straße. 1969 stellte der Verein den Neubau Prosit IV in Dienst. Das Schiff diente der Ausbildung auf der Havel. Es war das größte Segelboot Berlins. Walross II unternahm 1972 einen Segeltörn nach Spitzbergen, die mit dem Schlimbach-Preis ausgezeichnet wurde.
1974 kaufte der ASV die 55-Fuß Swan Jan Pott und taufte sie in der Tradition seiner Boote Walross III. Das Hochseesegeln im Verein nahm neue Dimensionen an und zwei Jahre später segelte der ASV zur 200-Jahr-Feier der USA erstmals über den Atlantik und zurück. 1975 beschloss der Verein, ab sofort auch Frauen in den ASV aufzunehmen.
1981/82 segelte die Walross III als einzige deutsche Yacht im Whitbread-round-the-World-Race mit. 1987/88 waren Schiff und Besatzung die Botschafter Berlins zur 200-Jahr-Feier Australiens. 1992 nahm das Schiff an der Columbus-Regatta zum 500. Jahrestag der Entdeckung Amerikas teil.
Neben den ständigen Seereisen auf Nord- und Ostsee segelte die Walross III erneut in den Jahren 1999/2000 und 2002/2003 über den Atlantik in die Karibik und über Nordamerika wieder zurück nach Europa.

## HochseeyachtWalross IV

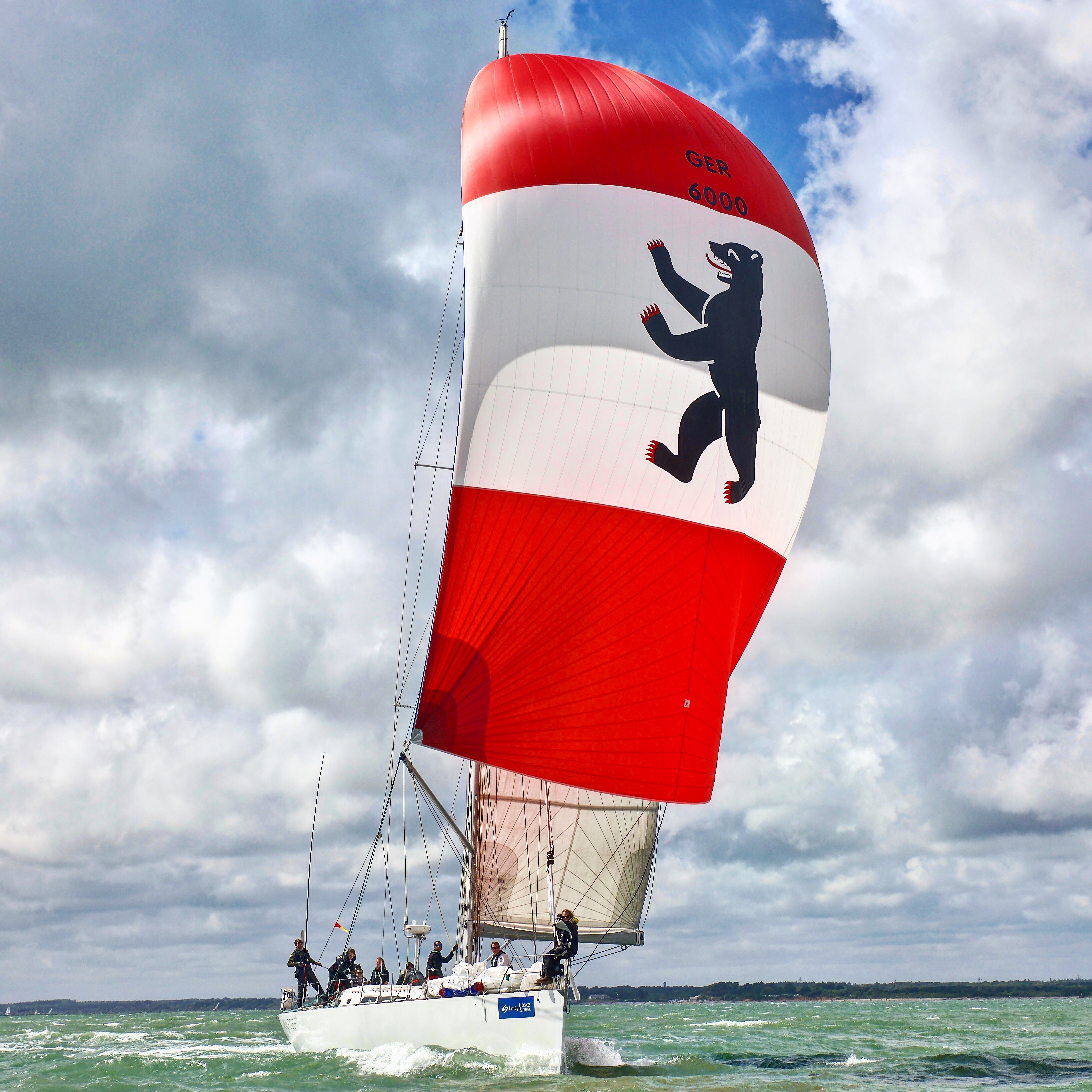
Walross IV bei der Lendy Cowes Week 2017

Nach dem Verkauf von Walross III 2005 folgte für den Verein ein Jahr ohne ein hochseegängiges Boot. Die historische Ausbildungsyacht Prosit IV unternahm einige Ostseereisen. 2007 wurde die neue Hochseeyacht Walross IV, die in Berlin und Glückstadt gebaut wurde, fertig gestellt. Die Jungfernreise führte über den Atlantik und den Pazifik nach Peking, um dort als Botschafter Berlins die Stadt zu vertreten. Auf der Rückreise nahm die Walross IV am Rolex Sydney Hobart Race teil und umrundete Kap Hoorn. Es folgten Teilnahmen an der Ostseechallenge des Akademischen Segler-Vereins in Kiel (2011, 2013), der Cowes Week und dem Rolex Fastnet Race (2011, 2017 und 2023), der St.-Maarten-Heineken-Regatta (2012), der Regatta Rio-Horta-Hamburg  des Hamburgischen Vereins Seefahrt (2016) sowie des 50. Rolex Middle Sea Race (2018).
Daneben führte der Verein viele Törns auf allen Weltmeeren durch, zum Beispiel 2012 und 2013 über den Atlantik in die Karibik, 2014 nach Island, 2015 in der Ostsee nach St. Petersburg und Haparanda, 2016 über den Atlantik nach Rio de Janeiro und zurück und 2018 und 2019 ins Mittelmeer.
Mit seinen Seeschiffen hat der Verein seit 1886 bis heute mehr als 500.000 Seemeilen zurückgelegt. Das entspricht einer Distanz von 23-mal rund um die Erde.

## Regatten
Der ASV richtet jährlich zu Ehren von Max Oertz den Max-Oertz-Preis aus. Außerdem wird jedes Jahr im Juni mit der Havel Klassik die größte Klassikerregatta im deutschen Binnenrevier organisiert.

## Bekannte Vereinsmitglieder
- Max Oertz
- Hans Gregor (Gründungsmitglied)
- Adolf Miethe
- Ernst A. Lehmann
- Otto von Mendelssohn Bartholdy
- Otto Protzen